# Metal Gałacz
CSU Metal Galați – żeński klub siatkarski z Rumunii, z siedzibą w Gałaczu (rum. Galați). W sezonie 2007/08 i 2008/09 brał udział w Lidze Mistrzyń siatkarek. W sezonie 2009/2010 w klubie grała także rozgrywająca reprezentacji Polski Milena Sadurek, ale z powodu problemów finansowych opuściła klub w połowie sezonu

## Sukcesy
Mistrzostwo Rumunii:
- : 2007, 2008, 2009, 2010

Puchar Rumunii:
- : 2007, 2008, 2009, 2010